# Ducula rosacea
Ducula rosacea là một loài chim trong họ Columbidae.